# Rehniella glaphyra
Rehniella glaphyra är en insektsart som beskrevs av Morgan Hebard 1928. Rehniella glaphyra ingår i släktet Rehniella och familjen syrsor. Inga underarter finns listade i Catalogue of Life.